# Rhipidia (Eurhipidia) extraria
Rhipidia (Eurhipidia) extraria is een tweevleugelige uit de familie steltmuggen (Limoniidae). De soort komt voor in het Afrotropisch gebied.